# Idiocera (Idiocera) lanciformis
Idiocera (Idiocera) lanciformis is een tweevleugelige uit de familie steltmuggen (Limoniidae). De soort komt voor in het Palearctisch gebied.